# Henricus Pidyarto Gunawan

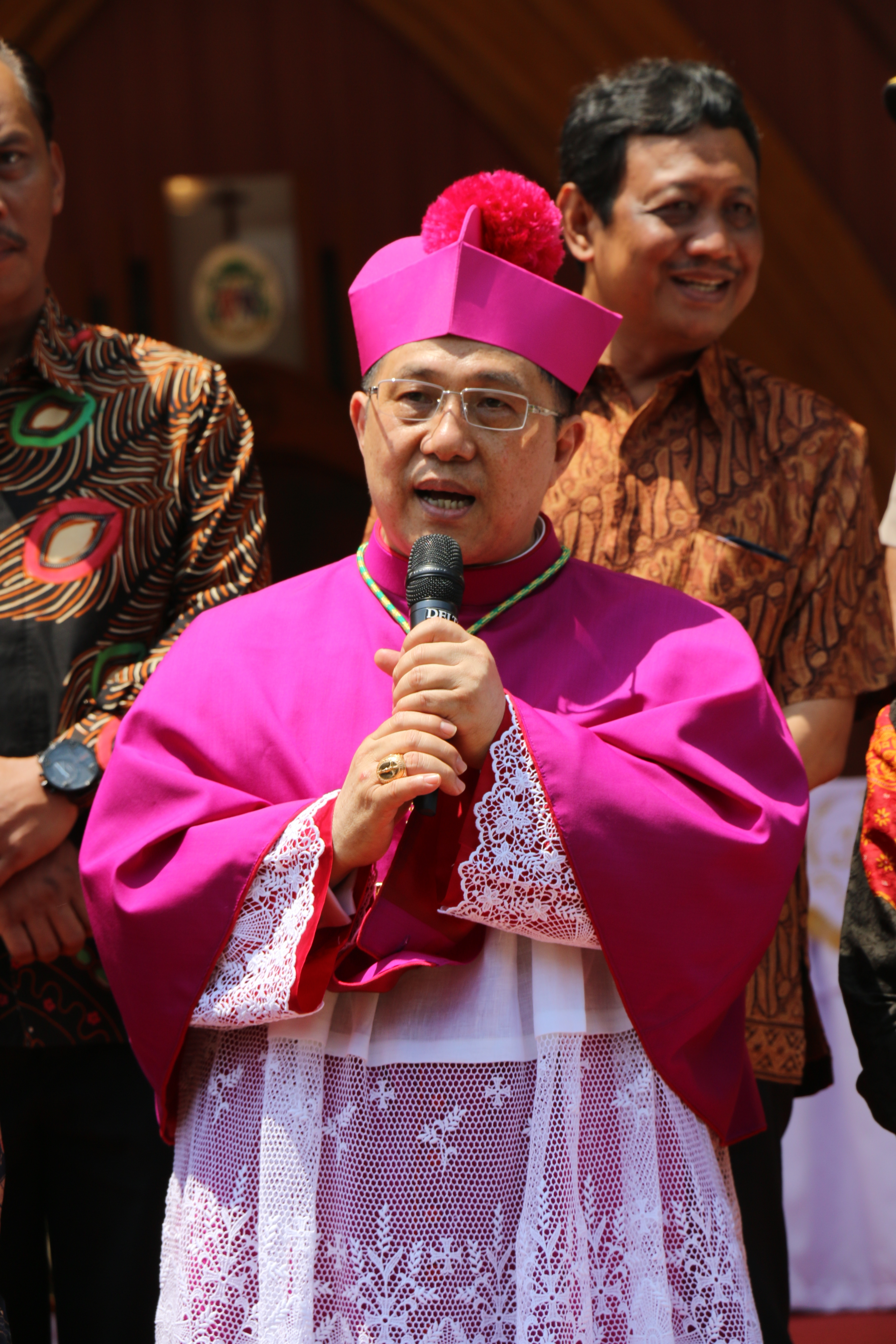
Henricus Pidyarto Gunawan, 2016

Henricus Pidyarto Gunawan OCarm (* 13. Juli 1955 in Malang, Indonesien) ist ein indonesischer Ordensgeistlicher und römisch-katholischer Bischof von Malang.

## Leben
Henricus Pidyarto Gunawan trat der Ordensgemeinschaft der Karmeliten bei und empfing am 7. Februar 1982 das Sakrament der Priesterweihe.
Am 28. Juni 2016 ernannte ihn Papst Franziskus zum Bischof von Malang. Die Bischofsweihe spendete ihm der Erzbischof von Jakarta, Ignatius Suharyo Hardjoatmodjo, am 3. September desselben Jahres. Mitkonsekratoren waren der Bischof von Surabaya, Vincentius Sutikno Wisaksono, und der Bischof von Bandung, Antonius Subianto Bunjamin OSC.